# Dewey Redman
Walter Dewey Redman (Fort Worth, 17 mei 1931 – Brooklyn, 2 september 2006) was een Amerikaanse jazz saxofonist (tenorsaxofoon en altsaxofoon). Hij speelde free jazz en bebop en is vooral bekend door zijn samenwerking met Ornette Coleman en Keith Jarrett.

## Biografie
Redman stamde uit een muzikale familie: een neef van hem was de bigband-arrangeur Don Redman. Hij begon op zijn dertiende saxofoon te spelen en ging naar I.M. Terrell High School, waar hij in de schoolband speelde met Ornette Coleman, Prince Lasha en Charles Moffett. In 1953 haalde hij een graad in industriële vormgeving. Tijdens die studie, aan Prairie View Agricultural and Mechanical University, stapte hij van de klarinet over op de altsaxofoon om nog veel later te kiezen voor de tenor. Na zijn studie deed hij twee jaar dienst in het Amerikaanse leger.
Hij studeerde aan de University of North Texas, waar hij in 1957 afstudeerde. Tijdens die studie gaf hij muziekles aan scholieren en werkte hij als freelance-saxofonist in en rond Austin (Texas).
Eind 1959 verhuisde Redman naar San Francisco, waar hij samenwerkte met klarinettist Donald Rafael Garrett
en een bigband had met Pharoah Sanders, Donald Garrett en Monty Waters. Later werkte hij een aantal jaren met een oude bekende uit zijn highschool-tijd, de saxofonist Ornette Coleman. Met Coleman nam hij als sideman verschillende albums op, waaronder 'Love Call', 'Ornette at 12',  'Crisis' en New York Is Now!. Hij speelde tevens in het kwartet van pianist Keith Jarrett (1971–1976, een LP van de groep, The Survivors' Suite, werd in 1978 verkozen tot Album van het Jaar door Melody Maker). Verder speelde hij in het orkest van Charlie Haden. Midden jaren zeventig richtte hij het kwartet Old And New Dreams op, met Coleman-alumni Don Cherry, Charlie Haden en Ed Blackwell. Dit gezelschap nam in de periode tot 1987 vier albums op.
Andere musici waarmee hij samenwerkte waren  onder andere drummer Paul Motian en gitarist Pat Metheny. In 1981 trad hij op tijdens het Woodstock Jazz Festival.
Met een dozijn albums onder eigen naam, was Redman een van de productiefste tenoristen van zijn generatie.
Redman wordt gewoonlijk geassocieerd met free jazz , met zijn ongebruikelijke techniek: soms gromde hij als hij speelde. Zijn melodische spel deed vaak denken aan mainstream blues en post-bop. Als hij een concert gaf, kon je zowel standards en ballads verwachten, als atonale improvisaties.
In 2001 maakte Daniel Berman een documentaire over Redman.
In 2006 overleed Redman aan de gevolgen van leverfalen. Hij liet een vrouw en twee kinderen achter. Zijn zoon Joshua Redman is eveneens een jazzsaxofonist. Vader en zoon hebben samen twee albums opgenomen.

## Discografie

### Als leider
- 1966: Look for the Black Star (Freedom)
- 1969: Tarik (BYG Actuel)
- 1973: The Ear of the Behearer (Impulse!)
- 1974: Coincide (Impulse!)
- 1975: Look for the Black Star (Arista Freedom)
- 1979: Musics (Galaxy)
- 1979: Soundsigns (Galaxy)
- 1980: Red and Black in Willisau met Ed Blackwell (Black Saint)
- 1982: The Struggle Continues (ECM)
- 1989: Living on the Edge (Black Saint)
- 1992: Choices (Enja)
- 1992: African Venus (Evidence)
- 1996: In London (Palmetto)
- 1998: Momentum Space (Verve) met Cecil Taylor and Elvin Jones

Met Old and New Dreams
- Old and New Dreams (Black Saint, 1976)
- Old and New Dreams (ECM, 1979)
- Playing (ECM, 1980)
- A Tribute to Blackwell (Black Saint, 1987)

### Als sideman
Met Jon Ballantyne
- 4tets (Real Artist Works, 2000)

Met Ed Blackwell
- Walls-Bridges (Black Saint, 1992)

Met Michael Bocian
- Reverence (Enja 1994)

Met David Bond
- The Key of Life (Vineyard)

Met Cameron Brown
- Here and How! (OmniTone, 1997)

Met Jane Bunnett
- In Dew Time (Dark Light, 1988)
- Radio Guantánamo: Guantánamo Blues Project, Vol. 1 (Blue Note, 2006)

Met Don Cherry
- Relativity Suite (JCOA, 1973)

Met Ornette Coleman
- New York Is Now! (Blue Note, 1968)
- Love Call (Blue Note, 1968)
- Crisis (Impulse!, 1969)
- Friends and Neighbors: Live at Prince Street (Flying Dutchman, 1970)
- The Belgrade Concert (Jazz Door, 1971)
- Science Fiction (Columbia, 1971)
- Broken Shadows (Columbia, 1971-2 [1982])

Met Anthony Cox
- Dark Metals (Polygram, 1991)

Met Charlie Haden's Liberation Music Orchestra
- Liberation Music Orchestra (Impulse!, 1970)
- The Ballad of the Fallen (ECM, 1982)
- Dream Keeper (Blue Note, 1990)

Met Billy Hart
- Enchance (Horizon, 1977)

Met Keith Jarrett
- El Juicio (Atlantic, 1971)
- Birth (Atlantic, 1971)
- Expectations (Columbia, 1972)
- Fort Yawuh (Impulse!, 1973)
- Treasure Island (Impulse!, 1974)
- Death and the Flower (Impulse!, 1974)
- Backhand (Impulse!, 1974)
- Shades (Impulse!, 1975)
- Mysteries (Impulse!, 1975)
- The Survivors' Suite (ECM, 1976)
- Bop-Be (Impulse!, 1977)
- Eyes of the Heart (ECM, 1979)

Met Leroy Jenkins
- For Players Only (JCOA, 1975)

Met Pat Metheny
- 80/81 (ECM, 1980)

Met Paul Motian
- Monk in Motian (JMT, 1988)
- Trioism (JMT, 1993)

Met Roswell Rudd & The Jazz Composer's Orchestra
- Numatik Swing Band (JCOA, 1973)

Met Clifford Thornton & The Jazz Composers Orchestra
- The Gardens of Harlem (JCOA, 1975)

Met Randy Weston
- Spirits of Our Ancestors (Antilles, 1991)

Met Matt Wilson
- As Wave Follows Wave (Palmetto, 1996)

Met Dane Belany
- Motivations (Sahara, 1975)

Met Michel Benita
- Preferences (Label Bleu, 1990)
- Soul (Label Bleu, 1993)